# معادلة الأسنان
سقوط الأسنان (بالإنجليزية: Dental avulsion) هو السقوط الكامل للأسنان من تجويفها في عظم الفك بسبب الإصابة الرضية. يمكن أن يزرع طبيب الأسنان السن الساقطة على الفور إذا كانت دائمةً أما إذا كانت السن لبنيةً فلا يمكن إعادة زرعها خوفًا من اتلاف السن الدائمة التي تقع تحته.
أظهرت الدراسات إمكانية زرع الأسنان خلال ساعة إذا كانت الأسنان محفوظة في وسط مناسب، لكن الزرع الفوري ليس ممكنًا دائمًا خوقًا من وجود إصاباات بالغة أخرى. يعتمد نجاح الزرع على حيوية الخلايا الموجودة على الجذر لأن تلك الخلايا هي التي تتصل بالأربطة اللثوية. اعتقد الباحثون أن المفتاح السري للحفاظ على حيوية الخلايا الجذرية هو إبقاءها في وسط مناسب مثل الماء أو الحليب لكن أظهرت الدراسات الحديثة أن الحل الأمثل للحفاظ على حيوية الخلايا هو تخزينها في بيئة مشابهة لبيئة الفم لأحتواءها على نفس درجة الحموضة والجلوكوز، وصمم الباحثون محاليل خاصة توفر هذه البيئة وتُباع في الأسواق للعامة. يزداد معدل نجاح زراعة السن الساقط بنسبة 90% عند وضعه في هذه المحاليل.

## الوقاية
يجب استخدام الخوذات وحماء الفم والأسنان عند ممارسة الرياضات التي تتطلب احتكاكًا جسديًا مثل لعبة الرغبي وحتى عند ممارسة الرياضات الاعتيادية مثل كرة السلة لتفادي سقوط الأسنان وإصابتهم. يمكن استخدام حماء الفم الجاهز والمصنوع مسبقًا ليناسب عامة الناس أو حماء الفم المُصنع خصيصًا ويُعتبر الأخير هو الأفضل.
لا يميل الرياضيون لاستخدام حماء الفم على الرغم من قلة كفلتها، وأظهرت الدراسات أن الرياضيين لا يتلزمون بارتداء حماء الفم حتى عندما يُجبرون على ذلك.

## عوامل الخطر
- الإطباق غير الطبيعي.
- بروز التجاوز الأفقي بمقدار 4 ملم.
- قصر الشفة العلوية.
- عدم انسجام الشفتين مع بعضهما.
- التنفس الفموي.[6]

## إدارة الحالة
تؤثر الإدارة الطبية السريعة لسقوط الأسنان على نسبة نجاح إعادة زرع السن الساقطة، فإذا جرت العملية خلال 20 – 40 دقيقة بعد الإصابة فإن نسبة النجاح عالية جدًا.
يشطف طبيب الأسنان السن الدائمة الساقطة بالمحلول الملحي برفق مع الحرص على عدم إيذاء الخلايا على سطح الجذر التي سترتبط مع خلايا الأربطة اللثوية عند زراعتها، بمجرد أن ينظف طبيب الأسنان الفم والأسنان يمكن زراعة السن الساقطة في العظم السنخي.
إذا لم يزرع طبيب الأسنان السن الساقطة على الفور لأي سبب كان فيجب إبقاء السن في محلول مناسب مشابه لبيئة الفم أو في الحليب أو في اللعاب. تختلف الإدارة الطبية للأسنان اللبنية عن الأسنان الدائمة إذ لا يمكن زراعة الأسنان اللبنية تحسبًا لأي ضرر محتمل قد يلحق بالأسنان الدائمة التي تقع تحتها. ينصح أغلب أطباء الأسنان بالزراعة الفورية للسن الساقطة ولكن هذه العملية تحتاج إلى طبيب أسنان كفوء نظرًا لأن غسل السن يجب أن يكون لطيفًا ومحترفًا في الوقت ذاته ويُبنى على شطف السن برفق دون حكه بمحلول ملحي مناسب، بالإضافة إلى كون الإصابات الرضية غالبًا ما تؤذي سنين أو أكثر وفي هذه الحالة قد لا يضع طبيب الأسنان المبتدئ كل سن في تجويفه الخاص به، أو قد يعاني الشخص المصاب من مشكلات أخرى أشد خطورةً وتتطلب عناية فورية مثل جرح الشفة أو اللثة المصاحب للنزيف الشديد الذي يمنع رؤية التجويف. لذلك إذا لم يكن زرع الأسنان الفوري ممكنًا فيجب وضع السن في محلول مناسب وإحضارها إلى طبيب الأسنان المختص الذي سيزرع الأسنان الساقطة بعد تنظيفها برفق وتجبيرها في الفم لفترة معينة وبعد أسبوع أو عشرة أيام يجب إزالة لب الأسنان المزروعة وعلاج لب الأسنان في جلسات خاصة.
يوصي أطباء الأسنان بالحفاظ على نظافة الفم والأسنان واستخدام غسول الفم الذي يحتوي على الكلوروهيكسيدين بنسبة 0.12% بالإضافة إلى تجنب التدخين لعدة أيام لكي تتعافى الأربطة اللثوية.

### المعالجة الأولية
يجب أن يفحص طبيب الأسنان المريض في حال وصوله إلى العيادة مع وضع السن في محلول مشابه لبيئة الفم على الفور إذا لم يضعه المريض سابقًا، مع الأخذ بعين الاعتبار عمر المريض وتاريخه الطبي وحالته الصحية وتاريخ الإصابة وإخبار المريض بنسبة نجاح العملية.

### إعادة الزرع
يعطي طبيب الأسنان مخدر موضعي لتقليل الألم ثم يُشطف التجويف والسن بمحلول ملحي برفق بالشطف فقط دون الحك لتنظيفهما من أي تخثر للدم. يجب مسك السن دائمًا من تاجه وليس من الجذر لتفادي إلحاق أي ضرر بخلايا الأربطة اللثوية المتبقية على الجذر.يمكن نقع السن في محلول مناعي بدلًا من المحلول الملحي قبل زراعته لزيادة التئام الجرح وتحفيز ارتباط السن مع الأربطة اللثوية.

### محلول حفظ السن
يوجد العديد من محاليل تخزين الأسنان الساقطة مثل اللعاب أو الحليب البارد أو المحاليل المشابهة لبيئة تجويف الفم. أثبتت الدراسات أن الماء يقتل خلايا الأربطة اللثوية الموجودة على سطح الجذر ولذلك لا ينصح أطباء الأسنان أبدًا بتخزين الأسنان الساقطة فيه. يُفضل اللعاب -أي وضع السن تحت اللسان أو على جانب الخد- في كثير من الأحيان لحفظ الأسنان الساقطة لأنه غني بالبكتريا المتواجدة في الفم. يوصي أطباء الأسنان أيضًا بوضع الأسنان الساقطة في الحليب كامل الدسم فقط للحفاظ على الأسنان أما الحليب قليل الدسم أو الخالي من الدسم غير مناسب لأنه يُتلف خلايا الأربطة اللثوية الموجودة على سطح الجذر.

## توقعات سير العملية
تُعتبر إعادة زراعة الأسنان الساقطة واحدةً من أقل العمليات السنية نجاحًا على الرغم من جودة العلاج المُقدم إذ يُفقد 73% – 96% من الأسنان المُعاد زراعتها في النهاية، يعتمد نجاح العملية على ثلاث نقاط أساسية وهي:
- كمية الضرر الذي أصاب الأربطة اللثوية عند الإصابة.
- طريقة حفظ الأسنان الساقطة.
- المدة بين الإصابة والزراعة.[14][15][16]

إذا زُرع السن الساقطة في غضون 15 دقيقة في العظم السنخي للمريض وكانت السن محفوظة في محلول مناسب فمن المتوقع أن تنجح العملية بنسبة كبيرة.

## علم الأوبئة
أظهرت الأبحاث أن أكثر من خمسة ملايين سن تسقط في كل عام في الولايات المتحدة لذا يُعتبر سقوط الأسنان من الإصابات الشائعة ويقدر ب 17.5% من الإصابات السنية في تلك المنطقة وهو رابع أكثر أنواع الإصابات الرضية للأسنان انتشارًا.
يُصيب سقوط الأسنان الذكور أكثر من الإناث بثلاث مرات، ويعاني 25% من الأطفال من إصابات الأسنان ويتراوح معدل سقوط الأسنان عند الأطفال نتيجة للإصابات الرضية بـ 0.5% - 16% بين الإصابات السنية الأخرى وتحدث نتيجة للألعاب الرياضية مثل كرة السلة والهوكي. يجب تثقيف جميع المُعرضين للإصابات الرضية السنية مثل العاملين في مجال الرياضة حيال هذا الموضوع لكي نقلل من كمية الإصابات. يُعتبر الإعلام ونشر الوعي في مجال طب الأسنان المفتاح للوقاية من الإصابات أو لتحسين نسب نجاح عملية الزراعة.